# Güglinger Palmtuch

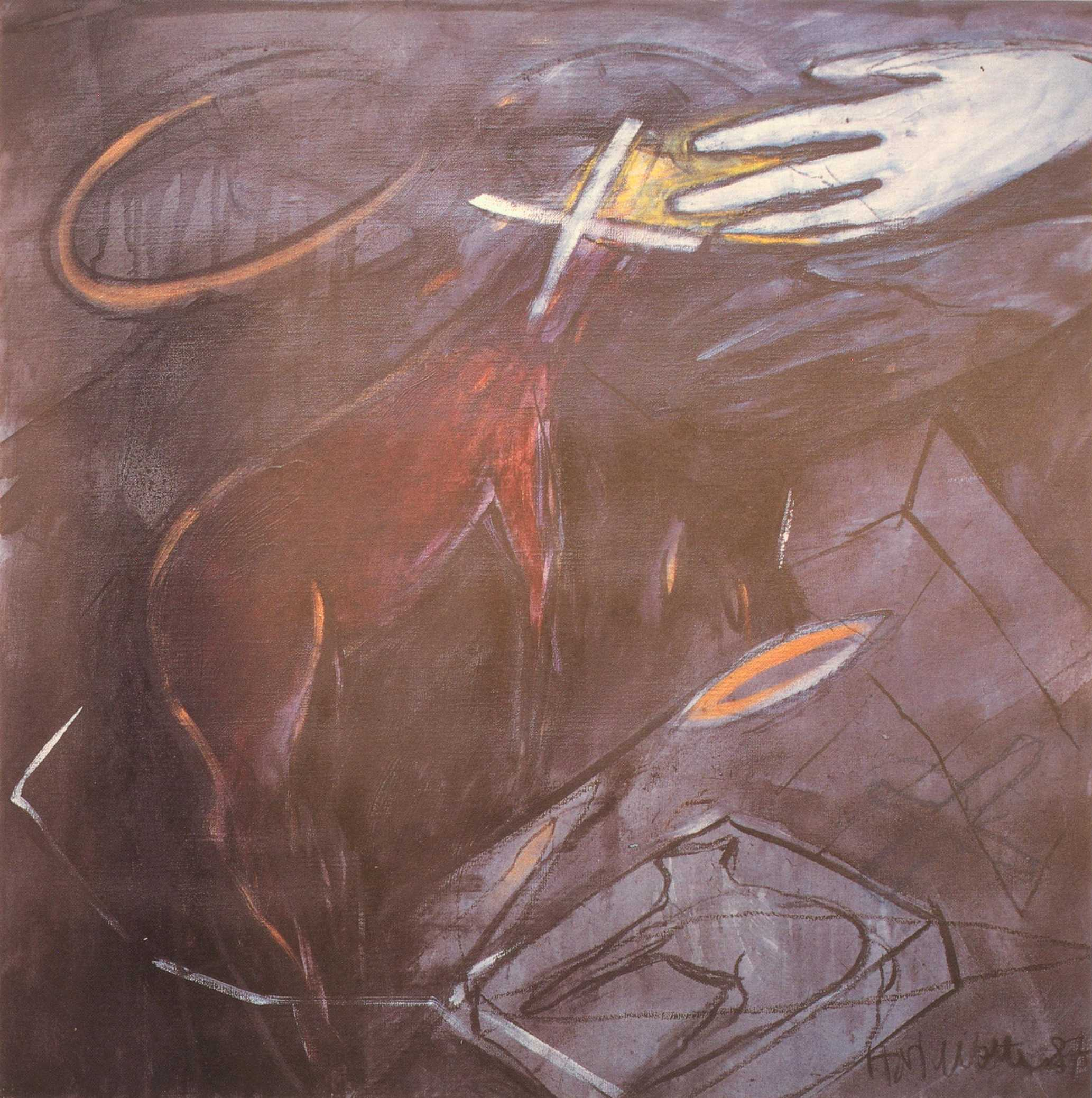
Horst Peter Schlotter: Die Schöpfung der vierfüßigen Tiere (Nr. 3).
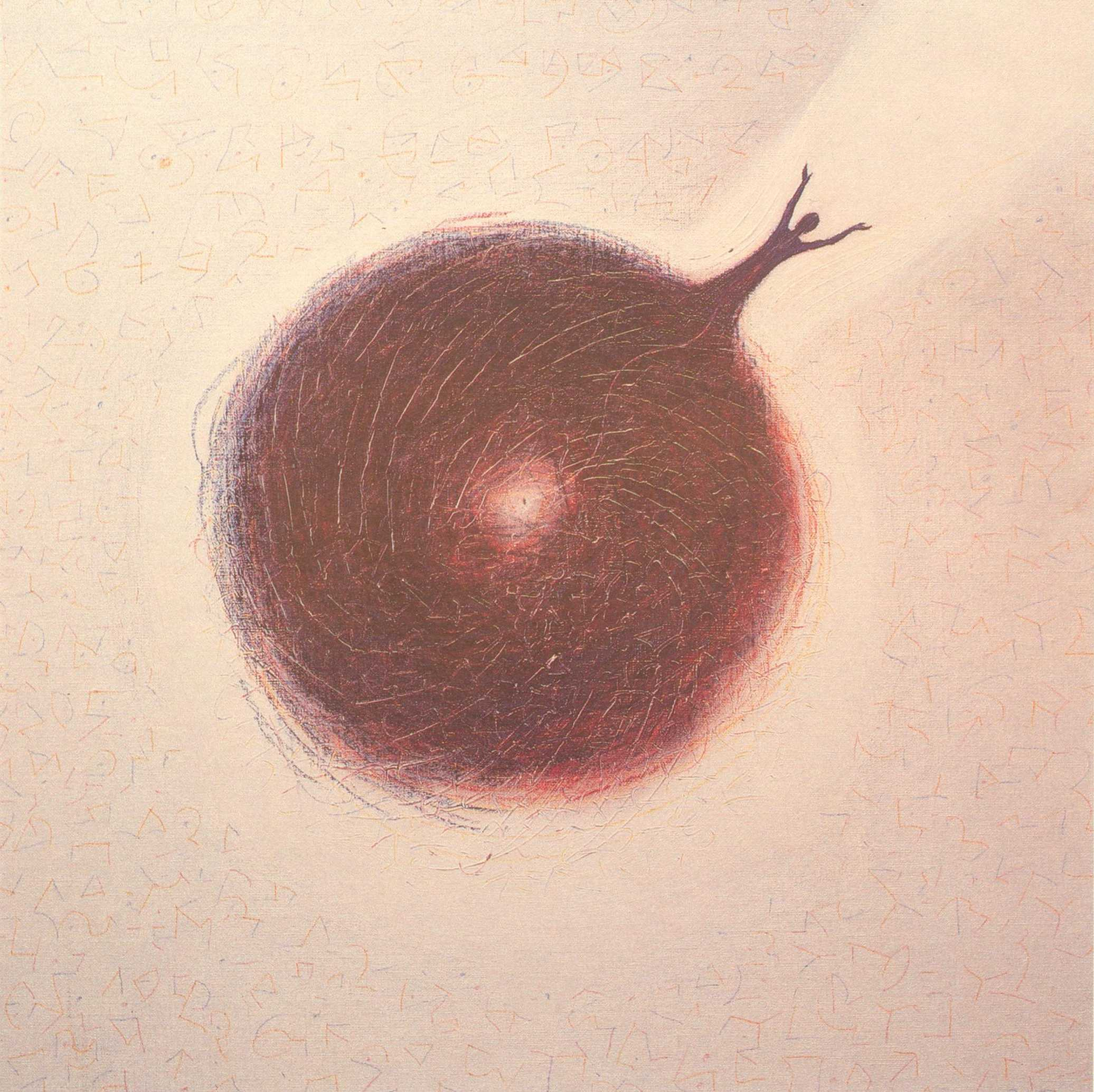
Alfred Bast: Die Erschaffung Adams (Nr. 4).
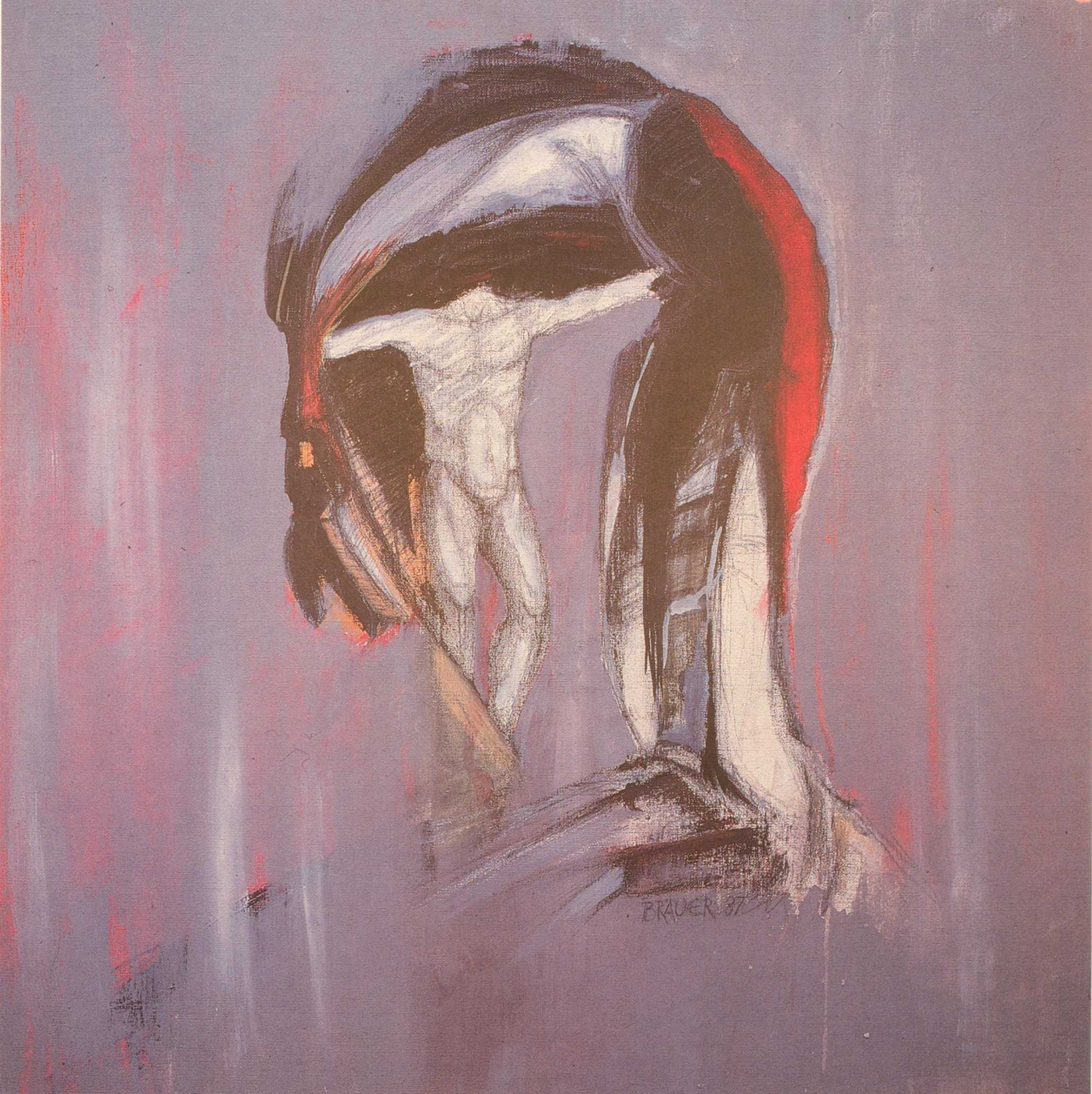
Detlef Bräuer: Die Erschaffung der Eva (Nr. 5).
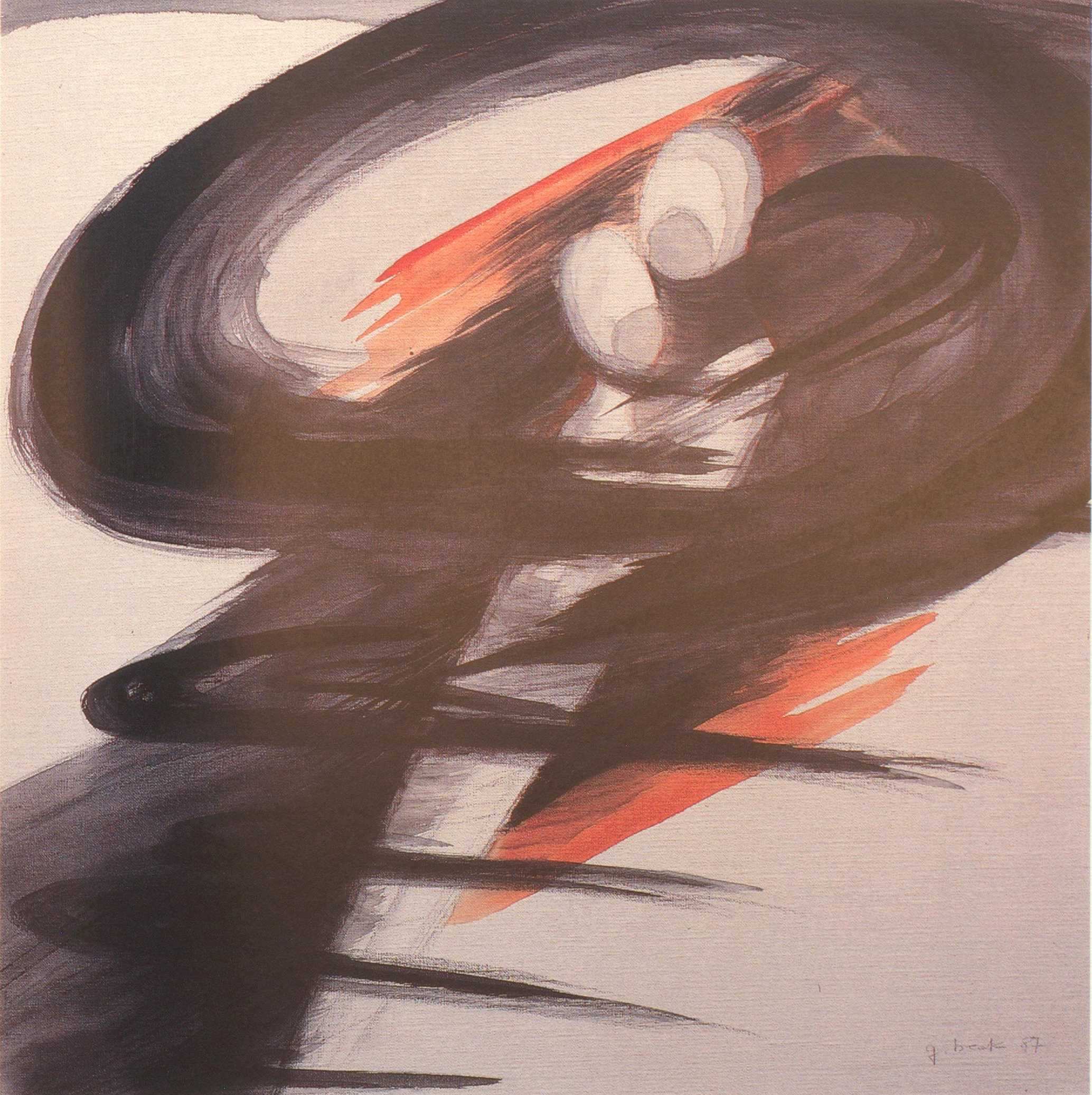
Gerlinde Beck: Die Trauung Adams und Evas (Nr. 6).
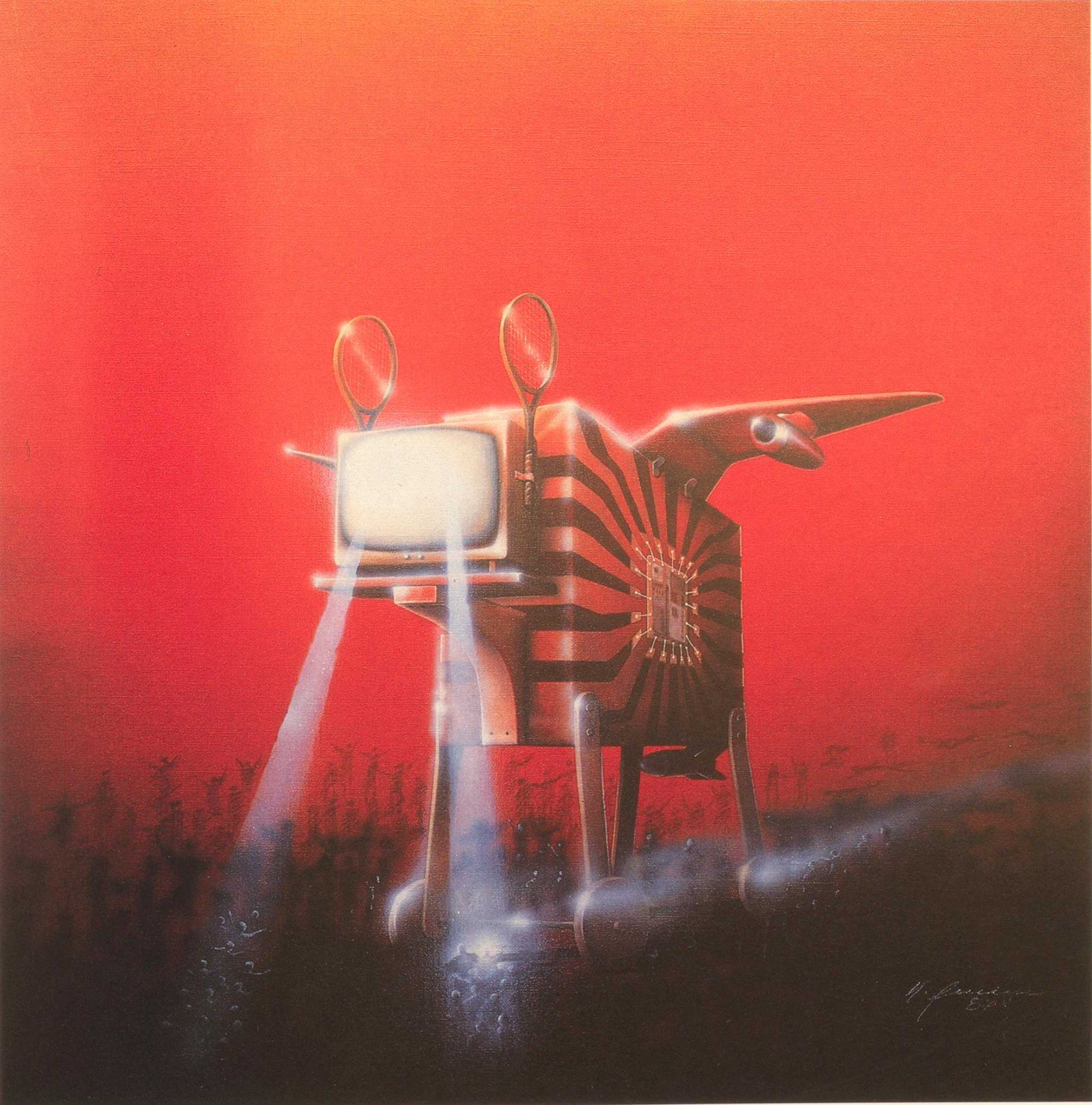
Horst Rellecke: Israel betet das Goldene Kalb an (Nr. 15).
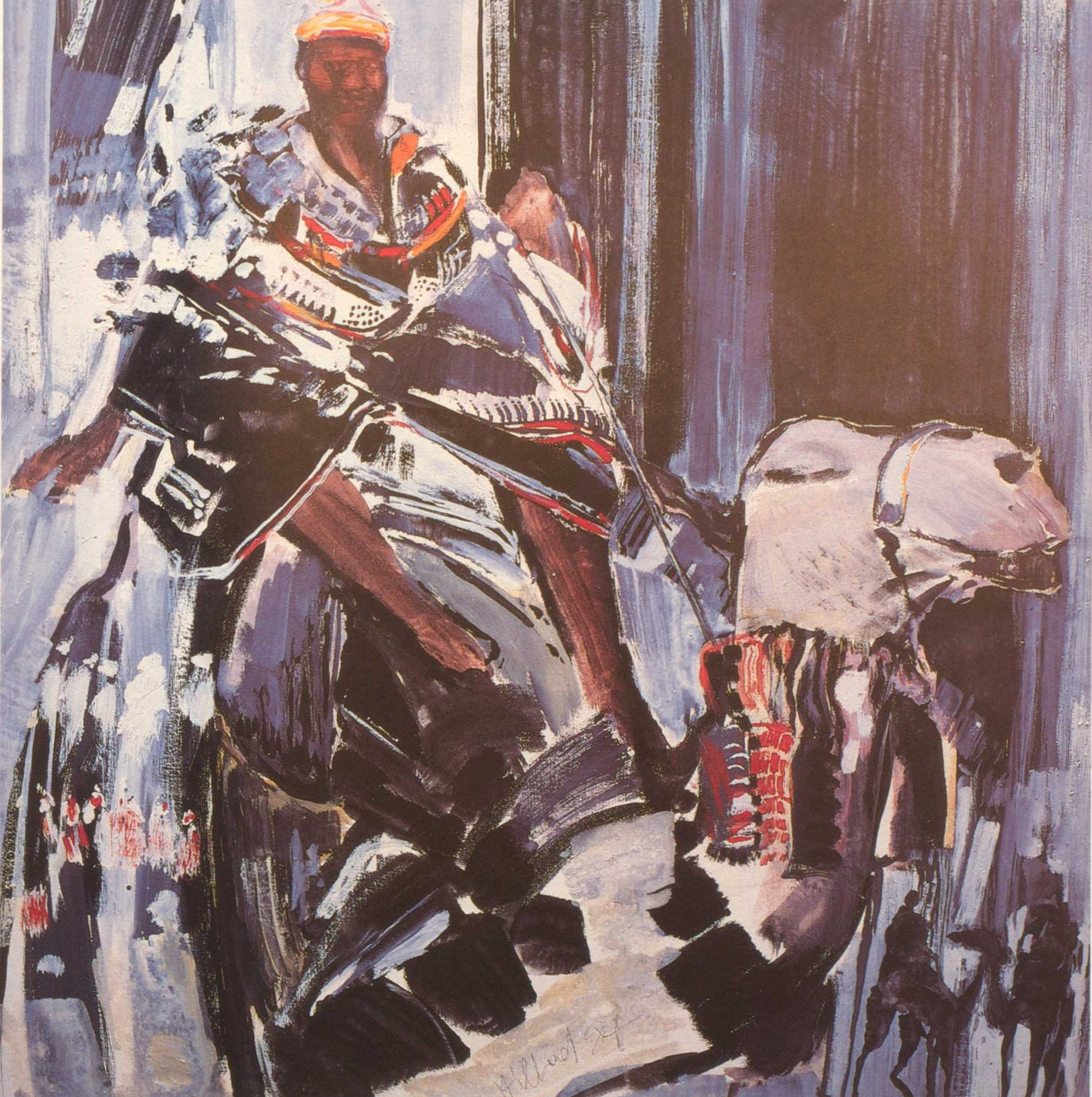
Christine Hilland: Die drei Weisen aus dem Morgenlande (Nr. 19).

Das Güglinger Palmtuch entstand 1988 und hängt an der Nordwand der Mauritiuskirche in Güglingen. Das Palmtuch ersetzt ein urkundlich bezeugtes, jedoch 1849 verbranntes historisches Palmtuch, das aus 60 Einzelbildern zusammengesetzt war. Das neue Palmtuch besteht aus 40 Einzelbildern, die von 40 deutschen Künstlern gespendet wurden und wie die Bilder des alten Palmtuchs Szenen aus dem Alten und dem Neuen Testament zeigen.
Hinweis: Aus urheberrechtlichen Gründen kann in Wikipedia kein Gesamtbild des Palmtuchs gezeigt werden. Gesamtbilder: siehe Weblinks.

## Das historische Palmtuch aus dem 15. Jahrhundert
Quelle: #Klunzinger 1847.
Palm- oder Fastentücher dienten früher in der Fastenzeit zur Verhüllung des Altarraums. Das historische Güglinger Palmtuch wurde in der Mauritiuskirche in Güglingen jährlich „vom Palmfest an (daher der Name) bis Ostermontag zwischen dem Schiff und Chor der Kirche aufgehängt“. Nach dem Güglinger Stadtpfarrer Karl Klunzinger (1799–1861) ist das Palmtuch im 15. Jahrhundert entstanden:
- Das Palmtuch stammt aus der Zeit vor der Reformation, denn das Bild Nr. 24 mit der Verkündigung Mariä enthielt eine Inschrift mit dem himmlischen Gruß „Ave, Maria, gracia plena“.[2] Der Text stammt aus der lateinischen Bibelübersetzung Vulgata, die von den Protestanten nicht anerkannt wurde.[3]
- „Aus dem ganzen Styl, in dem es gehalten ist, läßt sich schließen, daß es mit dem zu Zittau ungefähr gleichaltrig ist.“ Das Große Zittauer Fastentuch stammt aus dem Jahr 1472 (siehe Bild).

Das Palmtuch war ein ca. 7,20 m hoher und 4,30 m breiter Vorhang aus Leinwand und war in 60 quadratische Felder von etwa 70 cm Seitenlänge unterteilt. Die Felder zeigten Darstellungen aus dem Alten Testament (Nr. 1–21) und aus dem Neuen Testament (Nr. 22–60).
Zum künstlerischen und historischen Wert des Palmtuchs bemerkte Karl Klunzinger 1846: „Der Seltsamkeit der ausgehobenen Züge entspricht der eben nicht meisterhafte Pinsel des Verfassers und die Uebertragnng des Costüms seiner Zeit auf die biblische Geschichte. Gleichwohl ist das Stück theils wegen der gut erhaltenen Farben, theils wegen des Beitrags zur Kenntniß des Geschmacks jener Zeit, theils wegen seiner imponirenden Größe, theils überhaupt wegen seines Alters von Werth.“
Um 1751 wurde die baufällige mittelalterliche Kirche durch einen Neubau ersetzt. „Vermutlich wäre diese Barockkirche heute noch am Platz, wenn sie nicht bei jenem berüchtigten Stadtbrand vom 7. März 1849 den Flammen zum Opfer gefallen wäre. Der Kirchturm brannte wie eine hell leuchtende Fackel, das Kirchenschiff ging mit allen seinen Einrichtungsgegenständen, darunter auch dem einzigartigen Palmtuch, bis auf die Grundmauern zugrunde.“ Drei Jahre zuvor, im Jahr 1846, hatte Karl Klunzinger das Palmtuch noch ausführlich beschrieben und lieferte damit die Grundlage für die moderne Version des Palmtuchs.

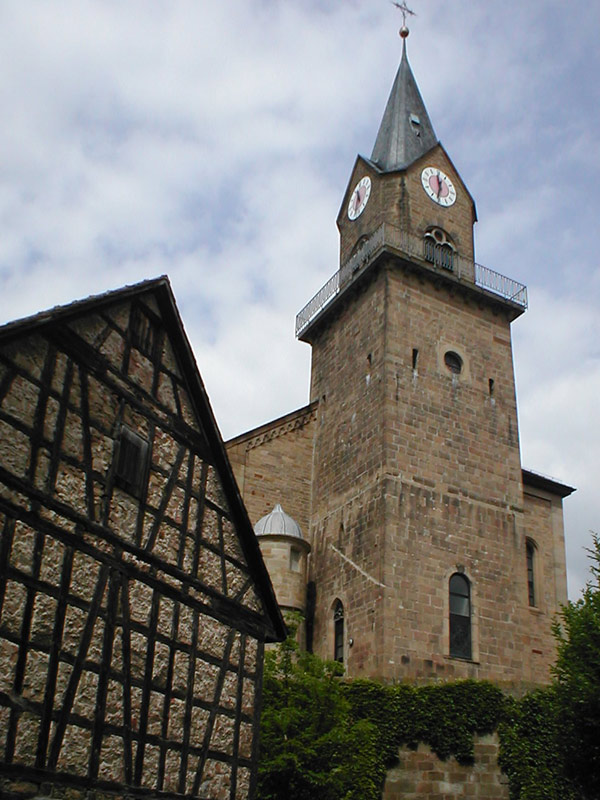
Mauritiuskirche in Güglingen.
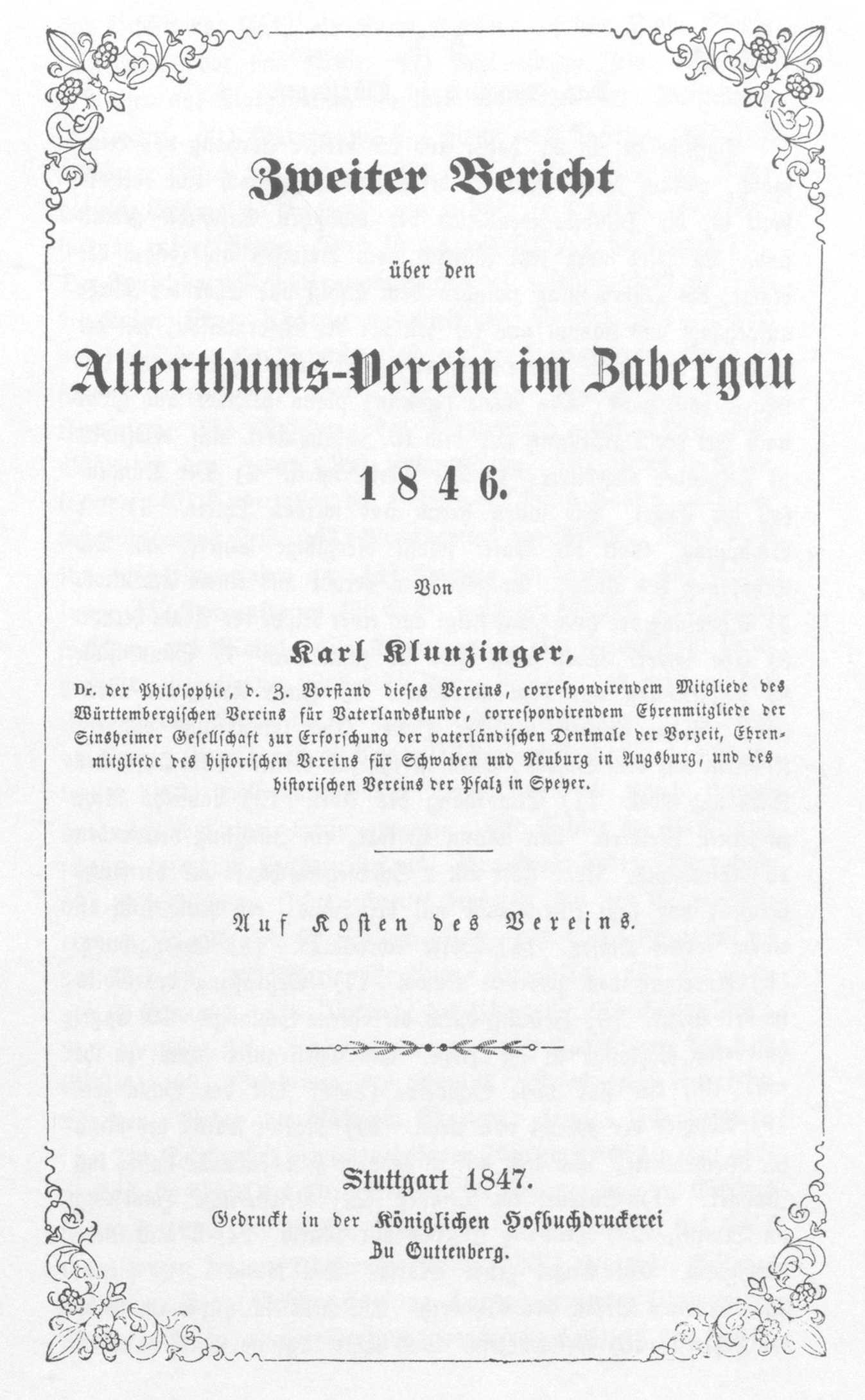
Titelblatt der Zeitschrift mit Karl Klunzingers Beschreibung des historischen Palmtuchs.
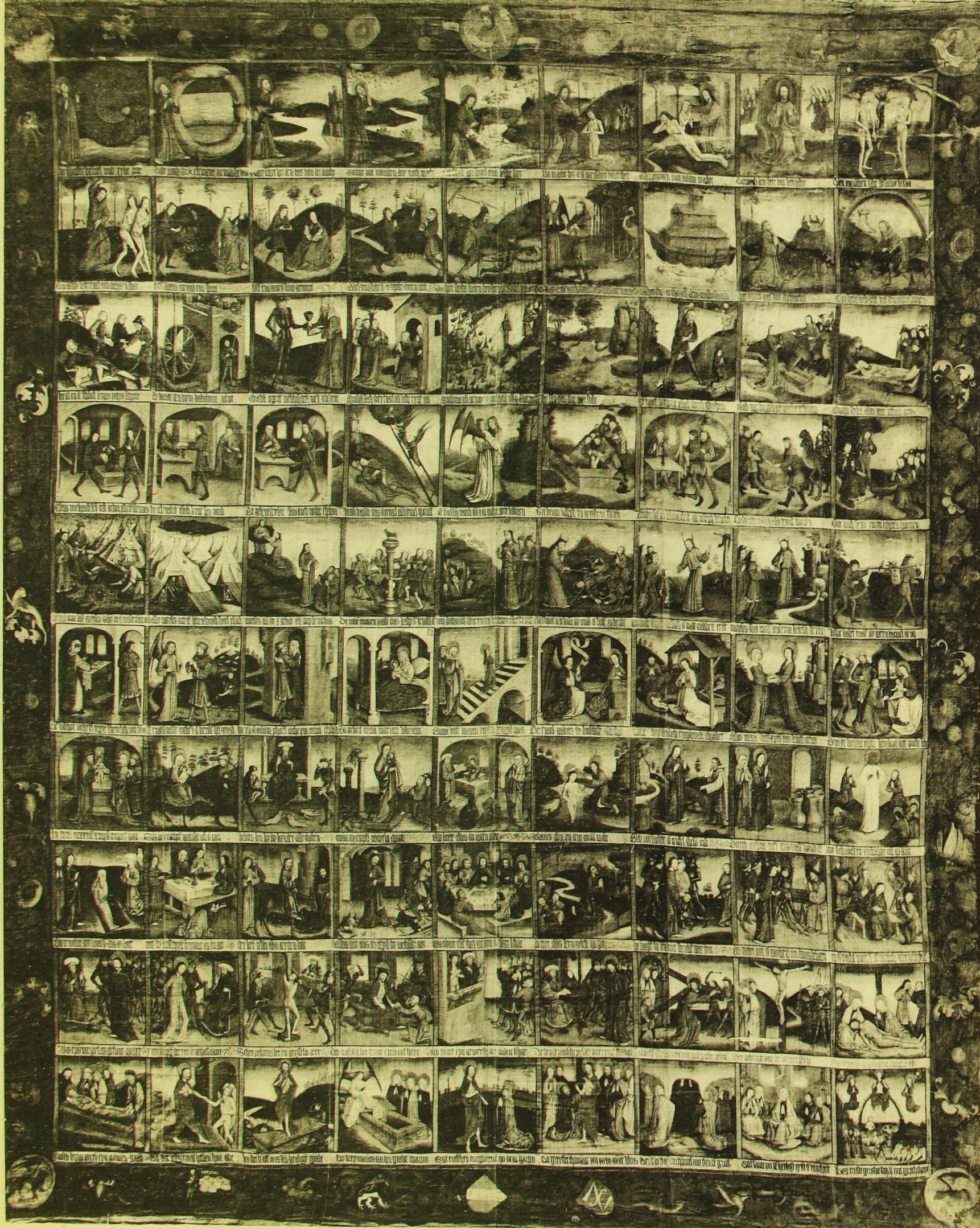
Zum Vergleich: Das mittelalterliche Große Zittauer Fastentuch von 1472 mit 90 Einzelbildern.

## Das neue Palmtuch von 1988
Quelle: #Rall 1988, Seite 8, #Sommer 1988.

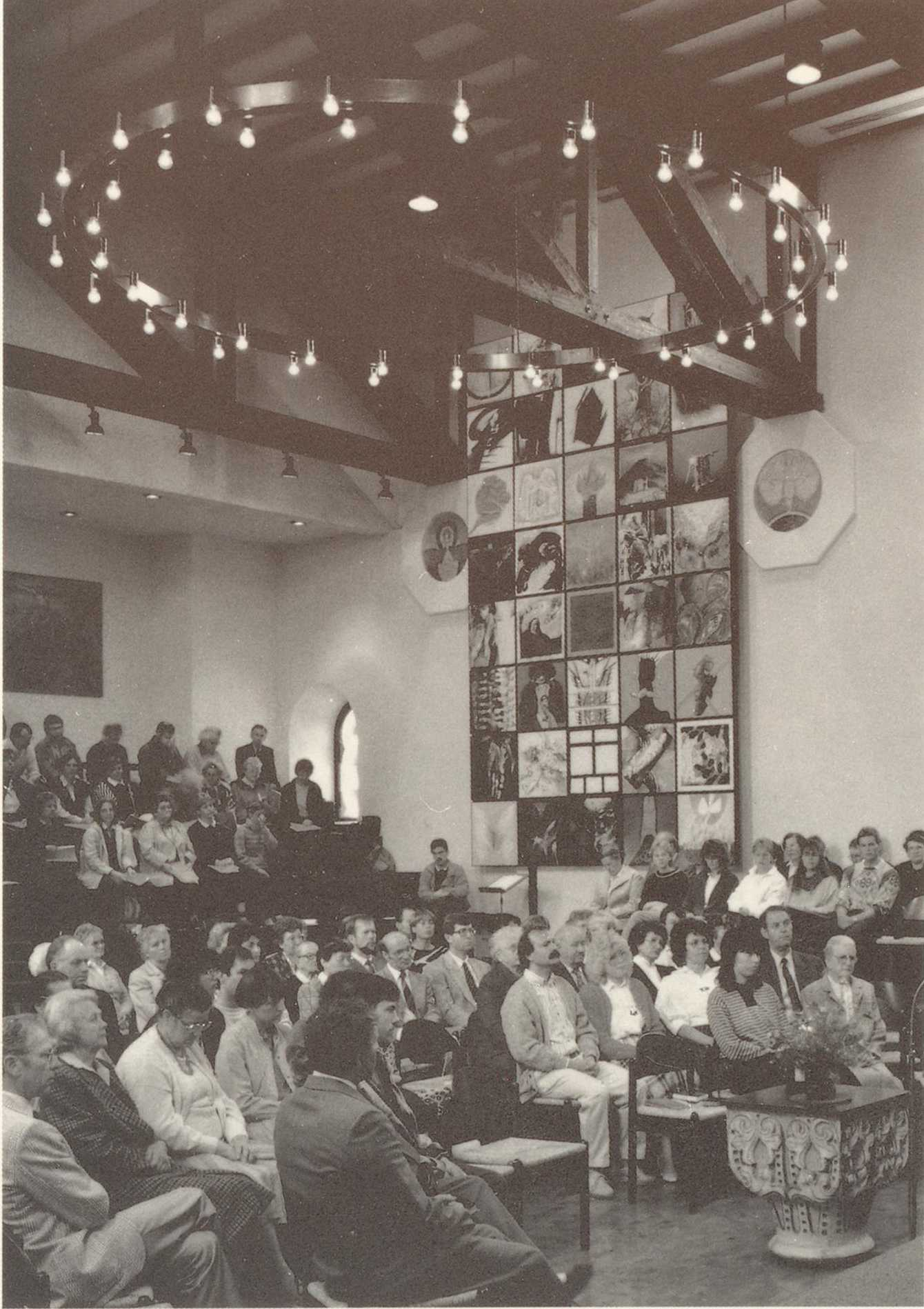
Übergabe des neuen Güglinger Palmtuchs 1988.

Während der Erneuerung der Mauritiuskirche in den siebziger Jahren entstand im Gespräch zwischen dem damaligen Pfarrer Werner Marquardt und dem Architekten Heinz Rall der Wunsch zu Klunzingers „Texten wieder Bilder entstehen zu lassen“. Anlässlich der 800-Jahr-Feier der Stadt Güglingen im Jahr 1988 beschloss die evangelische Kirchengemeinde auf Initiative von Heinz Rall, dem Wunsch nach der Anschaffung eines neuen Palmtuchs zu folgen. Daraufhin wurden 120 deutsche Künstler mit der Bitte um Bilderspenden angeschrieben. Bei einem Teil der angeschriebenen Künstler stieß der Wunsch nach kostenlosen Bildern auf Ablehnung, während die Mehrzahl sich jedoch an dem Projekt beteiligte. Laut Heinz Rall legten die Projektverantwortlichen dabei folgende Überlegungen zugrunde: „Im Gegensatz zu alten Palmtüchern, die aus einer Hand oder in einer Werkstatt entstanden, sollte sich das neue Güglinger Palmtuch aus einer Vielzahl von Einzelbeiträgen zusammensetzen. Der Pluralismus unterschiedlicher Stilrichtungen, als Spiegelbild der gegenwärtigen Situation in der bildenden Kunst wird damit zum Ausdruck gebracht. Die Initiatoren sind sich der Problematik dieser Zufallskombination bewußt, sehen aber auch eine Chance in der verbindenden biblischen Thematik und dem Gerüst aus quadratischen Bildformaten von 70 × 70 cm zu einer in sich schlüssigen Gesamtkomposition.“
Aus 40 der eingegangenen Entwürfe wurde ein ca. 6,00 × 3,70 Meter großes Palmtuch gefertigt, das heute an der Nordwand der Mauritiuskirche hängt. Das im Vergleich zum historischen Palmtuch kleinere Format ist den inzwischen veränderten Platzverhältnissen in der Kirche geschuldet. Die 40 Einzelmotive sind in fünf Spalten und acht Reihen angeordnet. Die Bilder 1–15 zeigen Szenen aus dem Alten Testament, und die Bilder 16–40 Szenen aus dem Neuen Testament.
Während das historische Tuch die Szenen streng nach ihrer biblischen Abfolge zeigte, wurden bei dem neuen Tuch die Szenen in zwei Fällen nicht der biblischen Abfolge nach, sondern mit Rücksicht auf die Bildsymmetrie angeordnet.

### Einzelbilder
Quellen: #Rall 1988, #Schlenker 1935, #Klunzinger 1847.
Da nicht alle Rechteinhaber der Einzelbilder ihre Zustimmung zur Veröffentlichung in Wikipedia gegeben haben, können einzelne Abbildungen fehlen.
| → Spaltenlegende und -sortierung | |
| Legende | |
| \| Nr. \| Laufende Nummer im neuen Palmtuch, von oben links nach unten rechts. \| \| Alte Nr. \| Laufende Nummer im historischen Palmtuch nach #Klunzinger 1847. \| \| Künstler \| - Blaue Schrift: Link auf einen Wikipedia-Artikel. - Rote Schrift: Zu diesem Künstler gibt es noch keinen Wikipedia-Artikel. \| | |
| Sortierung | |
| - Eine Spalte sortieren: das Symbol im Spaltenkopf anklicken. Künstler werden nach dem Familiennamen sortiert. - Nach einer weiteren Spalte sortieren: Umschalttaste gedrückt halten und das Symbol anklicken. - Anfangssortierung nach der Nummer des Bildes (Nr.).                                               | |
| Nr. | Laufende Nummer im neuen Palmtuch, von oben links nach unten rechts.                                                         |
| Alte Nr. | Laufende Nummer im historischen Palmtuch nach #Klunzinger 1847.                                                              |
| Künstler | - Blaue Schrift: Link auf einen Wikipedia-Artikel. - Rote Schrift: Zu diesem Künstler gibt es noch keinen Wikipedia-Artikel. |

| Nr. | Alte Nr. | Bild | Bildthema                                                    | Bibelstelle                             | Künstler                     |
| --- | -------- | ---- | ------------------------------------------------------------ | --------------------------------------- | ---------------------------- |
| 1   | 1        |      | Die Göttliche Dreieinigkeit                                  | Matthäus 28, 19                         | Georg Meistermann            |
| 2   | 2        |      | Der Sündenfall der Engel                                     | 1. Mose 6, 1-4                          | Helga Gerken-Grieshaber      |
| 3   | 3        |      | Die Schöpfung der vierfüßigen Tiere                          | 1. Mose 1, 24 f.                        | Horst Peter Schlotter        |
| 4   | 4        |      | Die Erschaffung Adams                                        | 1. Mose 2, 7                            | Alfred Bast                  |
| 5   | 5        |      | Die Erschaffung der Eva                                      | 1. Mose 2, 20 ff.                       | Detlef Bräuer (Pfaffenhofen) |
| 6   | 6        |      | Die Trauung Adams und Evas                                   | –                                       | Gerlinde Beck                |
| 7   | 7        |      | Der Sündenfall                                               | 1. Mose 3, 1 ff.                        | Josef Wiesner                |
| 8   | 7        |      | Der Sündenfall                                               | 1. Mose 3, 1 ff.                        | Ritzi Jacobi                 |
| 9   | 9        |      | Die harte Arbeit der ersten Menschen                         | 1. Mose 3, 17-19                        | Klaus Bushoff                |
| 10  | 11       |      | Kain ermordet seinen Bruder Abel                             | 1. Mose 4, 5-9                          | Peter Jacobi                 |
| 11  | 12       |      | Lamechs Worte an seine zwei Weiber                           | 1. Mose 4, 23                           | Jürgen Brodwolf              |
| 12  | 13       |      | Die Sintflut                                                 | 1. Mose 8, 7 f.                         | Ursula Laquay-Ihm            |
| 13  | 14       |      | Das Opfer Abrahams                                           | 1. Mose 8, 20-22                        | Gerhard Dreher               |
| 14  | 15       |      | Die Gesetzgebung auf dem Sinai                               | 2. Mose 19 und 20                       | Gertraud Ellinger-Binder     |
| 15  | 16       |      | Israel betet das Goldene Kalb an                             | 2. Mose 32, 1-6                         | Horst Rellecke               |
| 16  | 23       |      | Trauung Josephs mit Maria                                    | Lukas 1, 27                             | Josef Kirch                  |
| 17  | 26       |      | Die Geburt Jesu                                              | Lukas 2, 1 ff.                          | Anneliese Hermes             |
| 18  | 32       |      | Der zwölfjährige Jesus im Tempel                             | Lukas 2, 41-50                          | Heinrich Klumbies            |
| 19  | 28       |      | Die drei Weisen aus dem Morgenlande                          | Matthäus 2, 1-12                        | Christine Hilland            |
| 20  | 33       |      | Die Taufe Jesu                                               | Matthäus 3, 13-17                       | Isolde Schlösser (Cleebronn) |
| 21  | 35       |      | Gespräch Jesu mit der Samariterin                            | Johannes 4, 4-26                        | Gi Neuert                    |
| 22  | 37       |      | Jesus mit seinen Jüngern bei Tisch, Entlarvung des Verräters | Johannes 13, 21-30 und 13, 27           | Michael Klenk (Bad Wimpfen)  |
| 23  | 38       |      | Die Fußwaschung                                              | Johannes 13, 1-20                       | Klaus Heuser                 |
| 24  | 40       |      | Niederfallen der Häscher                                     | Johannes 18, 6                          | Roland Dörfler               |
| 25  | 41       |      | Die Gefangennahme Jesu                                       | Matthäus 26, 47-56                      | Bodo Kraft                   |
| 26  | 42       |      | Verleugnung des Petrus                                       | Lukas 22, 54-62                         | Wolfgang Pilz                |
| 27  | 43       |      | Christus wird vor den Landpfleger Pilatus geführt            | Matthäus 27, 1 f.                       | Lambert Maria Wintersberger  |
| 28  | 44       |      | Die Geißelung Jesu                                           | Matthäus 27, 26                         | Ursula Stock                 |
| 29  | 45       |      | Christus mit der Dornenkrone                                 | Matthäus 27, 27-30                      | Dieter Groß (Stuttgart)      |
| 30  | 46       |      | Ecce homo – seht welch ein Mensch                            | Johannes 19, 4 f.                       | Rudolf Hoflehner             |
| 31  | 47       |      | Händewaschung des Pilatus                                    | Matthäus 27, 24 f.                      | Edgar Schmandt               |
| 32  | 50       |      | Christus am Kreuz                                            | Johannes 19, 18 ff.                     | Hetty Krist                  |
| 33  | 49       |      | Jesus wird ans Kreuz genagelt                                | Psalmen 22, 17, Johannes 20, 25 und 27  | Horst Antes                  |
| 34  | 51       |      | Die Grablegung                                               | Johannes 19, 40-42                      | Carl-Heinz Kliemann          |
| 35  | 52       |      | Die Höllenfahrt                                              | 1. Petrus 3, 19 f. und 4, 6             | Salomé (Künstler)            |
| 36  | 53       |      | Jesu Auferstehung                                            | Matthäus 28, 2-4                        | Henriette Riederer           |
| 37  | 54       |      | Engel erscheint den Weibern                                  | Markus 16, 1 ff.                        | Klaus Henning                |
| 38  | 55       |      | Maria Magdalena vor dem Auferstandenen                       | Johannes 20, 14-18                      | Philippa Fritz (Güglingen)   |
| 39  | 58       |      | Christi Himmelfahrt                                          | Lukas 24, 50 f., Apostelgeschichte 1, 9 | Heinz Trökes                 |
| 40  | 59       |      | Die Ausgießung des heiligen Geistes                          | Apostelgeschichte 2, 1 ff.              | Emil Kiess                   |